# Francisco Júnior (futebolista)
Francisco Santos da Silva Júnior (Bissau, 18 de janeiro de 1992) é um futebolista profissional guineense que atua como médio.
Ele já jogou em várias equipas como Everton,Benfica ...

## Carreira
Francisco Júnior representou o elenco da Seleção Guineense de Futebol na Campeonato Africano das Nações de 2017.